# Tsune Gauntlett
Tsune Gauntlett (ガントレット恒 Gantoretto Tsune?) (Anjō, 26 de octubre de 1873-29 de noviembre de 1953) fue una activista social, líder del movimiento de mujeres cristianas y defensora de los derechos de las mujeres en Japón. Fue conocida por su participación en la lucha por la abolición de la prostitución, su defensa del voto femenino y su activismo en pro de la paz mundial. A través de su matrimonio con el esperantista galés George Edward Luckman Gauntlett en 1898, se convirtió en la primera mujer japonesa en obtener una nacionalidad extranjera. Gauntlett es recordada no solo por sus contribuciones sociales y políticas, sino también por su valentía al desafiar las normas sociales de su época.

## Biografía

### Primeros años y educación
Gauntlett nació como Tsune Yamada. Asistió a la Escuela de Mujeres Kyōai en Maebashi, donde más tarde trabajó y que eventualmente se convertiría en la Universidad Internacional Kyōai Gakuen de Maebashi. Esta institución jugó un papel fundamental en su vida, donde desarrolló sus ideales y principios, que la llevaron a comprometerse con el activismo social.

### Matrimonio
En el verano de 1895, Tsune fue invitada por una colega a visitar Karuizawa, un popular destino de verano en Japón. Durante su estancia, conoció al galés George Edward Luckman Gauntlett. A pesar de una primera impresión negativa, Tsune comenzó a conocer mejor a George mientras compartían actividades como caminatas, montañismo y juegos de cartas. Esta cercanía, junto con su amor común por la música, permitió que su relación se estrechara.
Aunque inicialmente Tsune rechazó la propuesta de matrimonio de George debido a su origen extranjero, el consejo de su tía y mentora, Kachiko Yajima, la hizo reconsiderar su decisión. Tsune, que padecía una salud delicada, encontró en George una figura que le ofrecía protección y cuidado. Tras una estancia en Karuizawa, donde George cantó una canción de amor que la conmovió profundamente, Tsune aceptó finalmente la propuesta de matrimonio. A pesar de la fuerte desaprobación social hacia los matrimonios entre japoneses y extranjeros, especialmente por parte de su madre, Tsune decidió seguir adelante con su unión con George en 1898, convirtiéndose en la primera mujer japonesa en naturalizarse como extranjera.

### Activismo y contribuciones
Tras su matrimonio, Tsune se dedicó a su activismo social y al liderazgo dentro del movimiento de mujeres cristianas en Japón. Fue una defensora activa en la lucha por la abolición de la prostitución, a través de su participación en la Organización Cristiana de Mujeres de Japón, donde ocupó el cargo de presidenta en 1946. Además, luchó por los derechos de las mujeres, incluyendo el derecho al voto, y promovió la paz mundial a nivel internacional. Su vida y obra fueron influidas por su fe cristiana y su deseo de mejorar la sociedad a través de la acción social y el cambio cultural.

## Premios y reconocimientos
A lo largo de su vida, Gauntlett recibió diversos reconocimientos por su dedicación al activismo social y su lucha por los derechos de las mujeres. Fue una figura clave en la Organización Cristiana de Mujeres de Japón, organización que se dedicó a la reforma social en Japón, y se destacó como la cuarta presidenta de esta entidad. Su papel en la lucha por el derecho al voto de las mujeres y su activismo en la promoción de la paz mundial también la hicieron una figura respetada en círculos internacionales. Su valentía para desafiar las normas sociales de su tiempo, especialmente en lo que respecta a su matrimonio con un extranjero, la convirtió en un símbolo de cambio y progreso para muchas mujeres de su generación.